# Enriquillo
Enriquillo (Henri en espagnol), aussi connu sous le nom Guarocuya avant qu'il soit baptisé, est un cacique taïno qui se révolta contre les Espagnols de 1519 à 1533. Il fut pendu par le gouverneur colonial espagnol Nicolás de Ovando.

## Biographie
Dès son enfance, Enriquillo fut marqué par la mort violente de son père. Ce dernier fut tué alors qu'il assistait à des pourparlers de paix avec les Espagnols, avec quatre-vingts autres chefs régionaux sous la direction de sa tante Anacaona au Xaragua. Au cours des entretiens, les soldats espagnols mirent le feu à la maison dans laquelle devaient se tenir les entretiens de paix. Ils tuèrent tous ceux qui tentaient d'échapper aux flammes.
Enriquillo fut éduqué dans un monastère à Santo Domingo. Un de ses mentors fut Bartolomé de las Casas (1484-1566).
Plusieurs révoltes eurent lieu dans la première moitié du XVIe siècle, la plus importante d'entre elles se déroula en 1522. Enriquillo déclencha la révolte avec un grand nombre d'autochtones d'Amérique (Amérindiens) dans les montagnes de la chaîne de Baoruco. La rébellion résistait aux troupes espagnoles en raison de la meilleure connaissance du terrain de la région. Comme les Espagnols n'étaient pas en mesure de contrôler la rébellion, un traité fut signé octroyant à la population amérindienne, entre autres, le droit à la liberté et à la propriété. Mais ce traité fut guère respecté et la population fut contaminée par des maladies d'origine européenne et déclina rapidement.
La plupart des historiens s'accordent à dire qu'Enriquillo était la même personne que le cacique Guarocuya ce qui signifierait qu'Enriquillo appartenait à la plus importante famille du Xaragua. Enriquillo ou Guarocuya était le neveu d'Anacaona, sœur du cacique du Xaragua Bohechío et son futur successeur, une fois Bohechío tué. Anacaona, elle-même, fut mariée à Caonabo qui était le cacique du royaume voisin de la Maguana. Cependant une minorité d'historiens, pensent et affirment que Guarocuya et Enriquillo sont deux personnes différentes. Guarocuya fut capturé et pendu, alors qu'Enriquillo réussit sa révolte et ne fut point capturé.

## Hommages
Le lac Enriquillo en République Dominicaine porte son nom en son honneur et à sa mémoire.